# Flughafen Gabes

i7
i11
i13
Der Flughafen Gabes (französisch Aéroport de Gabès, Eigenbezeichnung Aéroport de Gabès-Matmata oder Aéroport international de Gabès Matmata, IATA-Code: GAE, ICAO-Code: DTTG) ist ein Flughafen im Gouvernement Gabès im Osten Tunesiens. Der Flughafen liegt etwa 24 Kilometer südwestlich der Stadt Gabès.